# Operace Antimony
Operace Antimony (anglický název pro kov antimon) je krycí označení pro paradesantní výsadek vyslaný v říjnu 1942 z Anglie na území Protektorátu Čechy a Morava. Výsadek byl organizován zpravodajským odborem exilového Ministerstva národní obrany a byl řazen do druhé vlny výsadků.
Hlavním úkolem byla zpravodajská činnost, v rámci níž mělo být obnoveno spojení mezi domácím odbojem a exilem, přerušené heydrichiádou. Skupina působila v té době jako jediná v protektorátu, převážně v oblasti Českého ráje a Podkrkonoší. V obtížných podmínkách dokázala kontaktovat Vladimíra Krajinu a navázat spojení s Londýnem. V lednu 1943 však byla kvůli konfidentovi prozrazena a zlikvidována.

## Složení, úkoly a příprava
Výsadku velel nadporučík František Závorka (s doklady na jméno Zeman), dalšími členy byli šifrant četař Stanislav Srazil (Skála) a svobodník Lubomír Jasínek (Janda), plnící funkci radisty.

Členové paraskupiny
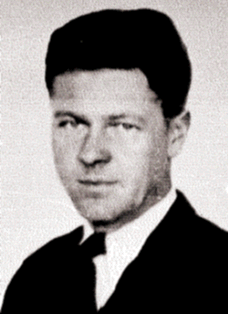
Velitel nadporučík František Závorka (alias Zeman)
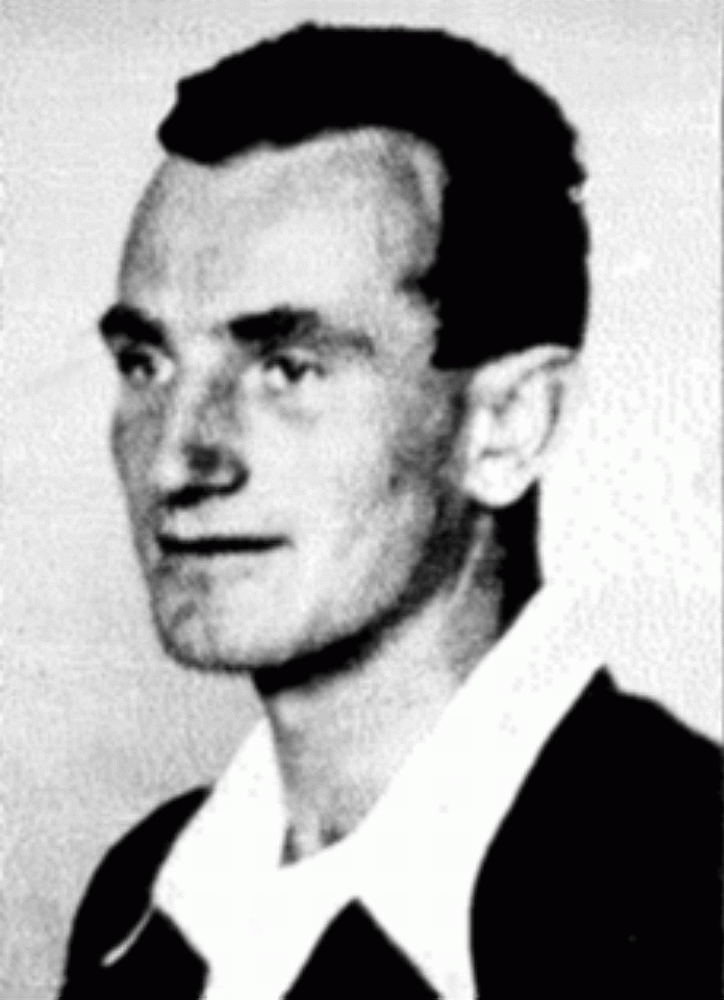
Šifrant četař Stanislav Srazil (alias Skála)
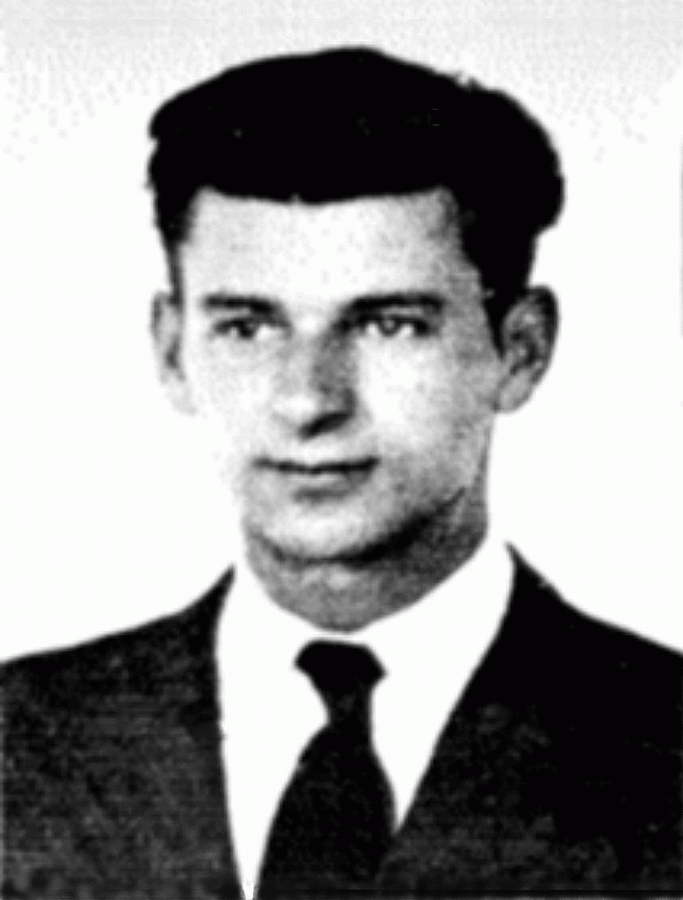
Radista svobodník Lubomír Jasínek (alias Janda)

Úkolem skupiny Antimony bylo spojit se s domácím odbojem, zprovoznit radiostanici (celkem byli vybaveni třemi, hlavní s krycím názvem Barbora a dvěma dalšími určenými pro Silver A a domácí odboj) a znovu navázat spojení exilového a domácího odboje. Rovněž měli domácímu odboji předat šifrovací klíč, peníze a dopis Edvarda Beneše a generála Ingra. Londýnský exil však nebyl dostatečně informován o poměrech v protektorátu a předpokládal činnost odbojových skupin, které už neexistovaly (Václav Morávek, Silver A – Alfréd Bartoš, OSVO – Ladislav Vaněk-Jindra). Jako poslední z vedení ÚVOD zůstával na svobodě Vladimír Krajina.
Hlavním autorem konspirativního plánu skupiny Antimony byl Václav Knotek ze skupiny šifrantů na zpravodajském oddělení. Na jedné z konspiračních adres se v Nové Pace nacházel jeho strýc František Kulhánek, další dvě adresy byly ve Studenci, kde Knotek působil jako učitel před válkou. Pomocí těchto lidí měla skupina kontaktovat knihaře Vojtíška z Lázní Bělohrad, který měl mít spojení na odbojáře z OSVO a Silver A.

## Činnost
Desant byl vysazen 24. října 1942 nedaleko Kopidlna u Rožďalovic z letounu Halifax Mk.II W1002 (NF-Y) náležejícího k 138. peruti RAF. Velitelem osádky složené z československých letců byl F/O Leo Anderle. Letadlo pokračovalo na Pardubice, kde bombardovalo a ostřelovalo z kulometů tamní letiště, aby zakrylo skutečný účel své mise. Přesto bylo gestapu podezřelé. Výsadek byl potvrzen, když byl následující den při mysliveckém honu nalezen schovaný padák.
Výsadek proběhl bez problémů (jen Srazil si obnovil zranění kotníku). Výsadkáři se dostali do Nové Paky k Františku Kulhánkovi, který jim začal shánět u známých úkryt. Po týdnu pobytu na různých místech v okolí se přemístili do Studence k Miloslavu Hákovi, švagrovi Václava Knotka.
Po zjištění, že knihař Vojtíšek byl zatčen, hledali jiné možnosti kontaktu s odbojem. Pomocí Kulhánkova bratra Josefa, pracujícího v Čelákovicích, se napojili na komunistický odboj. Komunisté slíbili Antimony spojení s Bartošem a vylákali na nich část peněz a pro Bartoše určenou vysílačku, nakonec také poselství Beneše a Ingra.
Nekomunistický odboj kontaktovali výsadkáři přes Josefa Tůmu, učitele ve Staré Pace. Ten znal Karla Hlaváčka, ředitele ve Veselé, který v té době ukrýval Vladimíra Krajinu a dvě další osoby. Koncem listopadu se členové Antimony poprvé sešli s Krajinou. Tomu se nelíbilo předání peněz, dopisů a vysílačky komunistickému odboji a chtěl, aby byly vráceny.
Jasínek strávil 18 dní na přelomu listopadu a prosince u komunistů v Rakovníku, kde navázal ve stanoveném termínu radiové spojení s Londýnem (v noci z 30. listopadu na 1. prosince) a ohlásil nalezení Krajiny a nepříznivé informace o stavu domácího odboje. Vysílačku a poselství mu však komunisté odmítli vrátit, proto ji vyřadil z provozu. Mezitím v Nové Pace komunisté vylákali za nepřítomnosti výsadkářů další peníze a vysílačku, takže skupině Antimony zbyla poslední. Obě vysílačky poté gestapo našlo při zatýkání členů komunistického odboje a navíc získalo poznatky o přesunech příslušníků desantu.
Ze Studence se Závorka s Jasínkem přesunuli na Železnobrodsko, poté se ukrývali u Emila Lukeše na plovárně v Rovensku pod Troskami. Srazil pobýval ve Staré Pace a od 9. ledna pak u Horákových v Horní Kalné. Závorka s Jasínkem spolupracovali s elektromechanikem Josefem Matěchou, s jehož pomocí zprovoznili zbývající vysílačku. V Londýně přijali za období od 1. prosince 1942 do 12. ledna 1943 celkem 22 depeší, odvysíláno jich bylo ale více, část z nich tvořily zprávy od Vladimíra Krajiny. Přestože skupina Antimony nebyla napojena na zpravodajskou síť, díky kontaktům Tůmy a Hlaváčka získali některé vojenské informace ze zbrojovky Vlašim a Škody Plzeň.

## Odhalení
Gestapo vytipovalo adresu Miloslava Háka a vyslalo na ni konfidenta Karla Čurdu (jinou adresu ve Studenci měl totiž k dispozici výsadek Out Distance, jehož součástí Čurda byl), který se tam dostavil 2. listopadu a vydával se za parašutistu. Hák mu později na základě návštěvy dalšího konfidenta, Jaroslava Nachtmana, obstaral úkryt. Čurda tam zůstal až do Hákova zatčení, s Antimony se za celou dobu nesetkal, ale dozvěděl se o jejich přítomnosti.
Do Jičína přijelo 18 členů gestapa včetně Williho Leimera, vedoucího protiparašutistického oddělení. Dne 14. ledna byli mimo jiné zatčeni Miloslav Hák a František Kulhánek, Josef Tůma byl zatčen o den později. Od Kulhánka se gestapo dozvědělo jméno Karla Hlaváčka, 15. ledna ráno byla obklíčena škola ve Veselé a Hlaváček zatčen. Přestože dva gestapáci ve škole zůstali, všem třem ukrývajícím se včetně Vladimíra Krajiny se podařilo uprchnout.
K Emilu Lukešovi, u kterého se skrývali Závorka a Jasínek, se dostalo varování, které stačil Krajina po svém útěku poslat. Závorka a Jasínek se proto rozhodli odejít druhý den ráno (16. ledna).
Kolem poledne 15. ledna uzavřel v Jičíně vyslýchaný Hlaváček pod nátlakem dohodu, že prozradí místo pobytu parašutistů, pokud se s nimi bude nakládat jako s válečnými zajatci a pokud se on sám bude moci zabít (což mu nebylo umožněno a pokus o sebevraždu nebyl úspěšný). Ve večerních hodinách pak gestapo obklíčilo plovárnu v Rovensku. Hlaváček a starosta Rovenska Kouřil šli vyjednávat dovnitř a žádali, aby se výsadkáři vzdali, a Rovensko a Veselou tak nepostihl osud Lidic. Následně Závorka a Jasínek vyšli ven, padli a zemřeli po pozření kyanidu.
Dne 16. ledna byl v Horní Kalné zatčen za nejasných okolností Srazil a činnost Antimony tím skončila. Srazil byl poté pod hrozbou represí vůči rodině přinucen vydat šifrovací klíč a podílet se na radiové protihře nazvané Hermelin. Srazil sice klíč vydal, ale s obrácenými varovnými znaky. Jeho depeše tedy obsahovaly varování, v Londýně se ale nechtěli smířit se ztrátou spojení a považovali varování za omyl či se rozhodli vést s gestapem vlastní protihru. Ta však nepřinášela ani jedné straně užitek, a proto byla gestapem v lednu 1944 ukončena. Srazil byl v dubnu téhož roku převezen do Terezína a popraven.